# Марк (цар Мукурри)
Марк (д/н — бл. 747) — 6-й цар держави Мукурри-Нобатії в 746—747 роках. Його панування тривало лише 6 місяців.

## Життєпис
Походження достеменно невідомо. Близько 746 року колишній цар Захаріас повалив правителя мукурри Авраама, поставивши на трон Марка.
Родичі Марка все ж побоювалися Авраама, який перебував у засланні на острові серед Нілу. Ймовірно прихильники того зберігали впливу. Тому було вирішено таємно вбити Авраама. Але в свою чергу вірні вояки Авраама напали на Марка в церкві та вбили його. Трон перейшов до Кіріака.